# رون ستاندر
رون ستاندر (بالإنجليزية: Ron Stander)‏ مواليد 17 أكتوبر 1944 في كولومبيا، كارولاينا الجنوبية، الولايات المتحدة، هو ملاكم أمريكي سابق صنّف ضمن فئة الوزن الثقيل.

## إحصائيات
خاض خلال مسيرته 61 نزالا، فاز في 37 وتعادل في 3 وخسر في 21. فاز بالضربة القاضية في 28 نزالا.

## روابط خارجية
- رون ستاندر على موقع بوكس ريك (الإنجليزية) (registration required)